# Jørn Stubberud
Jørn Stubberud, más conocido por su nombre artístico Necrobutcher (Oslo, 13 de abril de 1968) es un músico noruego de black metal.
Es conocido por ser el bajista de la banda noruega Mayhem bajo el nombre de Necrobutcher. Es uno de los miembros fundadores de Mayhem junto a Oystein Aarseth y Kjetil Manheim, conocidos artísticamente como Euronymous y Manheim. Estuvo en la banda desde 1984, pero la dejó en 1991 debido a problemas personales con la comunicación y atención de la policía tras el suicidio del vocalista Dead. Fue reemplazado por Varg Vikernes en una sesión como bajista. Regresó en 1995 y sigue desempeñándose en la banda. No toca el bajo en su más reciente álbum Ordo Ad Chao. También ha tocado en otras bandas, como: L.E.G.O, Kvikksolvguttene, Bloodthorn y Checker Patrol. Junto al guitarrista Blasphemer, tiene una breve aparición en el documental: Metal: A Headbanger's Journey; en el Wacken Open Air.
En otoño de 2011, Stubberud fue sometido a un exorcismo para un programa que fue televisado en Noruega en horario de máxima audiencia.

## Discografía

### Discografía

#### ConMayhem
- Pure Fucking Armageddon - (1986)
- Deathrehearsal - (1987)
- Deathcrush - (1987)
- Live in Leipzig - (1993)
- Dawn of the Black Hearts - (1995)
- Out from the Dark - (1995)
- Mediolanum Capta Est - (1999)
- Live In Marseille - (2001)
- Grand Declaration of War - (2000)
- Chimera - (2004)
- Ordo Ad Chao - (2007) (según Blasphemer fue él quien tocó el bajo)
- Esoteric Warfare - (2014)
- Daemon - (2019)

#### Con Kvikksolvguttene
- Krieg - (1997)